# Reactor modular de lecho de bolas

Esquema del reactor de lecho de bolas.

Un reactor modular de lecho de bolas (pebble bed reactor o PBRM) es un reactor nuclear moderado con grafito y refrigerado por gas. Es un tipo de reactor de muy alta temperatura, una de las seis clases de reactores nucleares de las iniciativas de cuarta generación. Como otros diseños de VHTR, el PBRM utiliza partículas de combustible tipo TRISO, que permite temperaturas de salida altas y tiene seguridad pasiva.

La base del diseño singular del PBRM son los elementos de combustible esféricos llamados "bolas" (o pebbles en inglés). Estas bolas, del tamaño de pelotas de tenis, están construidas con grafito pirolítico (que actúa como moderador), conteniendo miles de partículas microscópicas de combustible, llamadas partículas TRISO. Estas consisten en material físil (como por ejemplo 235U), recubierto de una capa cerámica de SiC para darle integridad estructural. En el PBRM, se colocan juntas unas 360.000 bolas para crear un reactor, refrigerándolas mediante un gas inerte, como el helio, o semi-inerte, como el nitrógeno o el dióxido de carbono.

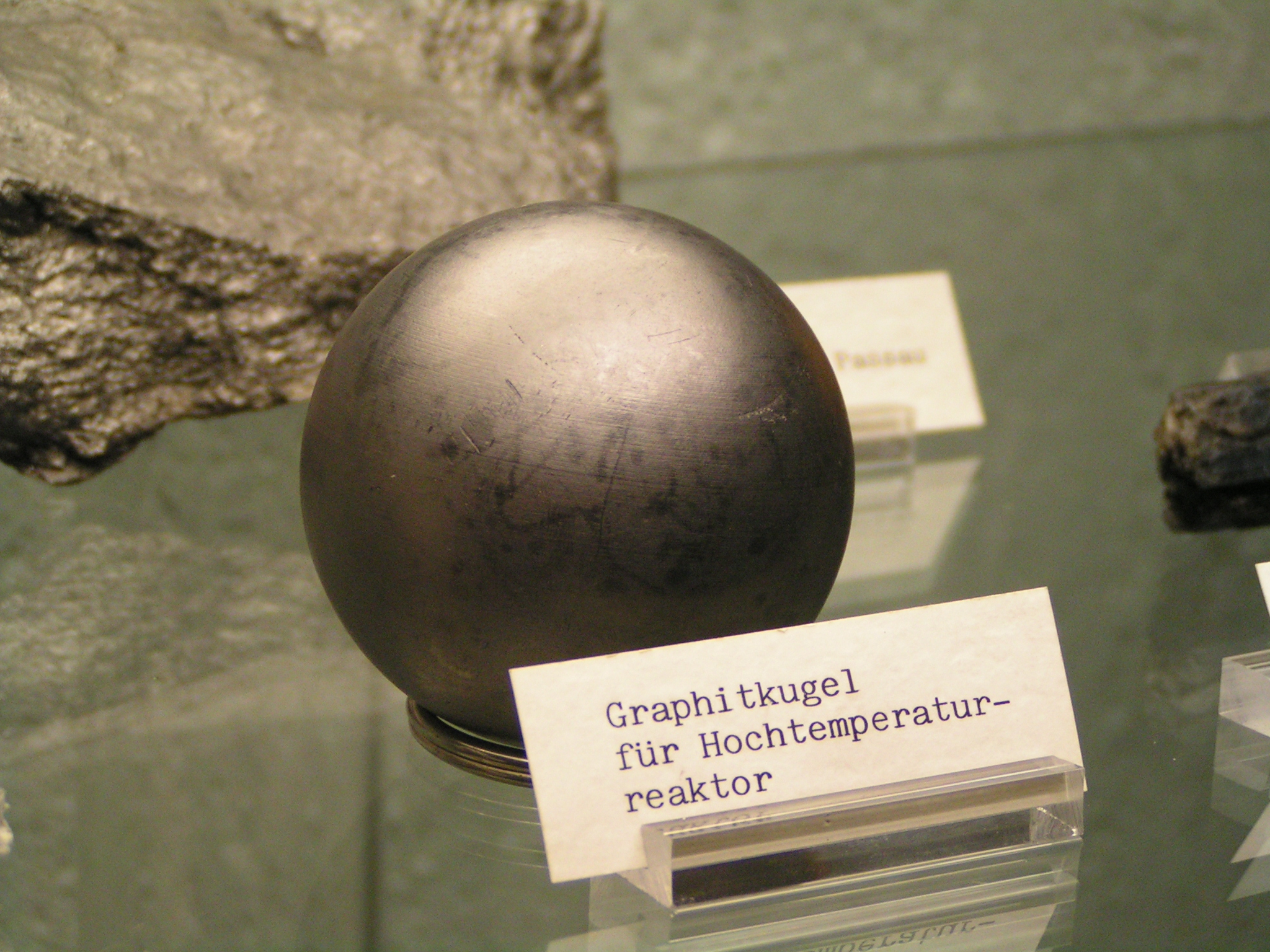
Bola de grafito para un reactor PBRM.

Este tipo de reactor también es único en el sentido de que su sistema de seguridad pasiva elimina la necesidad de sistemas redundantes de seguridad activa. Como el reactor está diseñado para trabajar a altas temperaturas, puede refrigerarse mediante circulación natural y también mantener su integridad en caso de accidente, en cuyo caso podría elevarse la temperatura del reactor hasta los 1600 °C. La alta temperatura de operación que puede alcanzarse gracias al diseño de este reactor permite obtener una eficiencia térmica mayor que la obtenida en las centrales nucleares convencionales: puede llegar hasta un 50%.
Además los gases no disuelven los contaminantes ni absorben los neutrones como hace el agua, por lo que el núcleo tiene un contenido menor en fluidos radiactivos.
Ya se han construido varios prototipos y se está llevando a cabo un desarrollo activo en Sudáfrica, con el diseño del PBMR, y en China, cuyo diseño HTR-10 es el único que está actualmente en operación.
El primer lugar en el que se desarrolló esta tecnología fue en Alemania, pero hubo decisiones políticas y económicas que llevaron al abandono de esta tecnología. De varias formas se encuentra actualmente en desarrollo por el ITM, la compañía sudafricana PBMR,  General Atomics en los EE. UU., la compañía holandesa Romawa B.V., Adams Atomic Engines , el Laboratorio Nacional de Idaho, y la compañía china Huaneng.
En junio de 2004 se anunció la construcción por Eskom, la compañía eléctrica de propiedad gubernamental, de un nuevo PBMR en  Koeberg (Sudáfrica). Existe una considerable oposición al PBMR por parte de grupos como Koeberg Alert y Earthlife Africa. Este último ha pedido a Eskom que detenga el desarrollo del proyecto.